# 南塔比特韦亚
南塔比特韦亚（英語：South Tabiteuea）是基里巴斯的一个岛屿委员会。